# Nădrag
Nădrag é uma comuna romena localizada no distrito de Timiș, na região histórica do Banato (parte da Transilvânia). A comuna possui uma área de 132.50 km² e sua população era de 2852 habitantes segundo o censo de 2007.